# Литос
Лито́с (греч. Λυττός), Ксида́с (Ξιδάς) — деревня в Греции, на востоке Крита. Находится на южной стороне горы на западном краю плато Ласитион. Входит в общину (дим) Миноа-Педьяда в периферийной единице Ираклион в периферии Крит. Население 234 жителя по переписи 2011 года. Площадь сообщества 5,849 квадратного километра. Жители преимущественно заняты сельским хозяйством, выращиванием олив.
В деревне находятся церкви Святого Харалампия, Святого Тита, Святого Стилиана, Святого Георгия, Распятия Господня, Святого Николая и Святых бессребреников.

## История

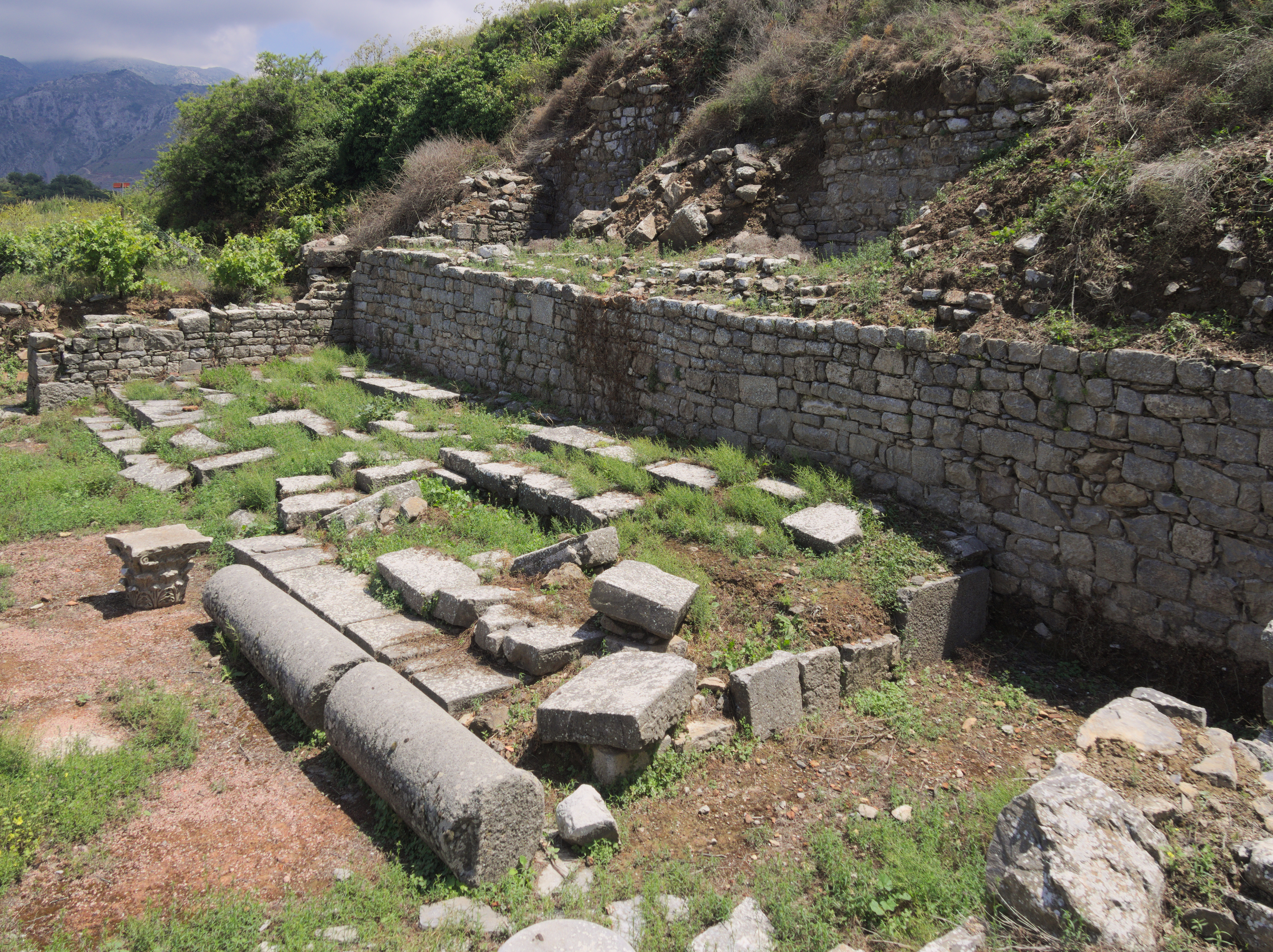
Руины Ликта

На месте деревни находился древний город Ликт (Λύκτος) или Литт. Основан в минойский период. Ликт упоминается Гомером в «Илиаде», в «Списке кораблей» и в «Подвигах Менелая». Процветал в римский период. Страбон писал, что Ликт соперничал по могуществу с Кноссом и Гортиной и находится в 120 стадиях от Кносса и в 80 стадиях от Ливийского моря. Корабельной стоянкой Ликта был Херсонес на побережье Критского моря. Считался спартанской колонией. В 346—343 годах до н. э. между Ликтом и Кноссом произошла иностранная война, в которой Спарта выступила на стороне Ликта и обеспечила ему победу. Упоминается в венецианский период в 1583 году как Ксидас.

## Население
| Год  | Население, человек |
| ---- | ------------------ |
| 1991 | 365                |
| 2001 | 288                |
| 2011 | ↘ 234              |